# Nuova Zelanda ai Giochi della XVI Olimpiade
La Nuova Zelanda ha partecipato ai Giochi della XVI Olimpiade che si sono svolti a Melbourne dal 22 novembre all'8 dicembre 1956 
con una delegazione di 51 atleti, di cui 8 donne, impegnati in 9 discipline,
aggiudicandosi 2 medaglie d'oro.

## Medagliere

### Per discipline
| Sport            | Oro | Argento | Bronzo | Totale |
| ---------------- | --- | ------- | ------ | ------ |
| Atletica leggera | 1   | 0       | 0      | 1      |
| Vela             | 1   | 0       | 0      | 1      |
| Totale           | 2   | 0       | 0      | 2      |

### Medaglie
| Medaglia | Atleta                  | Sport            | Evento       |
| -------- | ----------------------- | ---------------- | ------------ |
| Oro      | Norman Read             | Atletica leggera | Marcia 50 km |
| Oro      | Peter Mander Jack Cropp | Vela             | 12m² Sharpie |